# آلیسون لاودر
آلیسون لاودر (انگلیسی: Alison Louder) بازیگر و تهیه‌کننده فیلم اهل کانادا است.
از فیلم‌ها یا برنامه‌های تلویزیونی که وی در آن نقش داشته‌است، می‌توان به ماجراهای مرداک، ایالت کوهستان آبی، منحنی، کت‌شلواری‌ها، انسان بودن،  نجات امید و  مقبره امپراتور اژدها اشاره کرد.